# Francisca de Osorio Guzmán
Francisca de Osorio Guzmán (Madrid, segle xviii) va ser una escriptora espanyola.
Va néixer a Madrid, segons esmenta ella mateixa a les seves obres, tot i que en la seva maduresa era resident a Santa Cruz de la Zarza. Coneguda pel pseudònim «la Musaraña del Pindo», va ser autora de tres almanacs titulats Pronóstico burlesco per als anys 1756, 1757 i 1758, escrits en vers en la seva totalitat i en un to burlesc i irònic. El primer, escrit durant el 1755, el va dedicar a l'escriptor Diego de Torres i els altres dos al duc d'Arcos. Els almanacs també tenen elements reivindicatius de caràcter femení, ja que no reclama a ningú que ignorin la seva identitat sexual, al contrari, a diferència del que van fer altres escriptores contemporànies a Osorio. Segons M. Dolores Gimeno, l'autora demostra un alt nivell de cultura, ja que utilitza referències i al·lusions a filòsofs, polítics, mites grecoromans; Osorio afirmà també saber grec, francès, italià, i matèries com lògica, metafísica, astrologia o naturalisme, a més de declarar-se seguidora d'Aristòtil i lectora de l'Eneida, d'Ovidi i Juvenal. Probablement va adquirir aquests coneixements pel seu compte.